# SCD-2
Il Satellite di Raccolta di Dati 2 (in portoghese Satélite de Coleta de Dados 2) o semplicemente SCD-2 è il secondo satellite brasiliano lanciato allo spazio. Entrò in operazione nel 22 ottobre 1998. Ha il compito di realizzare la raccolta di dati ambientali per poi essere raccolti da stazioni e distribuiti ad organizzazioni e ad utenti diversi.
Il SCD-1, il SCD-2, la serie CBERS (6 satelliti) e l'Amazônia-1 sono satelliti fabbricati per il Brasile o in cooperazione con altri paesi.